# Meresankh I
Meresankh I (fl. XXVII secolo a.C.) è stata una regina egizia della III dinastia.
Fu la madre del faraone Snefru e quindi, verosimilmente, sposa di Huni, ultimo faraone della III dinastia, il quale regnò negli ultimi 24 anni del XXVII secolo a.C.
Il nome di questa regina compare su di un frammento della Pietra di Palermo; inoltre è possibile che un possedimento menzionato nella tomba di Pehernefer, a Saqqara, fosse di sua proprietà. È nominata, insieme al figlio Snefru, in alcuni graffiti del tempio presso la piramide di quest'ultimo a Meidum -  iscrizioni risalenti, però, al regno di Thutmose III, della XVIII dinastia (di più di 11 secoli successivo). Il testo in questione è un hetep di nesu (formula di offerta, letteralmente dono del re) per i ka di re Snefru e della regina Meresankh I. 